# 조이현 (1999년)
조이현(한국 한자: 趙怡賢, 1999년 12월 8일~)은 대한민국의 배우이다.

## 학력
- 경복초등학교 (졸업)
- 오륜중학교 (졸업)
- 한림연예예술고등학교 뮤지컬과 (졸업)
- 경희대학교 국제캠퍼스 연극영화과 (휴학)

## 배우 활동
2018년 웹드라마 〈복수노트〉로 데뷔하여 드라마 〈마녀의 법정〉(2017), 〈배드파파〉(2018), 〈나쁜 형사〉(2018)에 연달아 출연, 연기 스펙트럼을 쌓아 왔다. 특히, 영화 〈변신〉(2019)로 인지도를 높였다. 또한, 드라마 〈나의 나라〉(2019)에서는 첫 사극 도전했다.

## 출연 작품

### 영화
| 연도 | 제목                            | 역할   | 참고     |
| ---- | ------------------------------- | ------ | -------- |
| 2018 | 귀로                            | 수지   |          |
| 2019 | 기방도령                        | 수양   |          |
| 2019 | 변신                            | 박현주 |          |
| 2022 | 동감                            | 김무늬 |          |
| 2023 | 천박사 퇴마 연구소: 설경의 비밀 | 중2    | 우정출연 |

### 드라마
| 연도 | 방송사      | 제목                   | 역할          | 비고              |
| ---- | ----------- | ---------------------- | ------------- | ----------------- |
| 2017 | oksusu      | 복수노트               | 문예리        | 데뷔작 • 웹드라마 |
| 2017 | 딩고 스토리 | 썰스데이 시즌3         | 조이현        | 웹드라마          |
| 2017 | KBS2        | 마녀의 법정            | 젊은 홍선화   | 특별출연          |
| 2018 | OCN         | 손 the guest           | 한미진        |                   |
| 2018 | MBC         | 배드파파               | 김세정        |                   |
| 2018 | MBC         | 나쁜 형사              | 배여울        |                   |
| 2019 | JTBC        | 나의 나라              | 서연          |                   |
| 2020 | KBS2        | 계약우정               | 신서정        |                   |
| 2020 | tvN         | 슬기로운 의사생활      | 장윤복        |                   |
| 2021 | tvN         | 슬기로운 의사생활2     | 장윤복        |                   |
| 2021 | KBS2        | 학교 2021              | 진지원        |                   |
| 2022 | 넷플릭스    | 지금 우리 학교는       | 최남라        |                   |
| 2023 | KBS2        | 혼례대첩               | 정순덕        |                   |
| 2025 | tvN         | 견우와 선녀            | 박성아 / 봉수 | 12부작            |
| 미정 | 넷플릭스    | 지금 우리 학교는 시즌2 | 최남라        |                   |

### 뮤직비디오
| 연도 | 가수   | 제목         |
| ---- | ------ | ------------ |
| 2018 | 장우영 | 뚝           |
| 2018 | 조현아 | 그대 떠난 뒤 |

## 작품 외 활동

### 광고
| 연도 | 기업명     | 제품명            |
| ---- | ---------- | ----------------- |
| 2018 | 카카오페이 |                   |
| 2020 | 보타니티   |                   |
| 2021 | 세라젬     |                   |
| 2022 | 코카콜라   | 조지아 라떼니스타 |

## 수상 및 후보
| 연도 | 시상식                   | 부문                        | 작품                        | 결과 |
| ---- | ------------------------ | --------------------------- | --------------------------- | ---- |
| 2020 | 제25회 춘사영화제        | 신인여우상                  | 변신                        | 후보 |
| 2021 | KBS 연기대상             | 여자 신인상                 | 학교 2021                   | 후보 |
| 2021 | KBS 연기대상             | 베스트 커플상 (with 김요한) | 학교 2021                   | 수상 |
| 2022 | 제58회 백상예술대상      | TV부문 여자 신인연기상      | 지금 우리 학교는            | 후보 |
| 2022 | 제1회 청룡시리즈어워즈   | 드라마부문 신인여우상       | 지금 우리 학교는            | 후보 |
| 2022 | 제8회 에이판 스타 어워즈 | 여자 신인상                 | 학교 2021, 지금 우리 학교는 | 후보 |
| 2023 | KBS 연기대상             | 여자 인기상                 | 혼례대첩                    | 수상 |
| 2023 | KBS 연기대상             | 베스트 커플상 (with 로운)   | 혼례대첩                    | 수상 |
| 2023 | KBS 연기대상             | 미니시리즈 부문 여자 우수상 | 혼례대첩                    | 수상 |